# Darren Barr
Darren Barr (ur. 17 marca 1985 w Glasgow) – szkocki piłkarz występujący na pozycji obrońcy.

## Kariera klubowa
Barr w 2004 roku podpisał zawodowy kontrakt z Falkirk. W pierwszym zespole zadebiutował 13 marca tego samego roku w spotkaniu z Queen of the South. Był to jego jedyny mecz w sezonie 2003/2004. Rok później zagrał w dwóch ligowych meczach. W sierpniu 2005 roku został wypożyczony do Forfar Athletic.
Zadebiutował tam w spotkaniu z Peterhead. Do 1 stycznia 2006 roku zagrał dla Forfar w 15 meczach. 18 lutego zadebiutował w Scottish Premier League. Zagrał w meczu Falkirk z Aberdeen. 5 sierpnia w spotkaniu z Dunfermline Athletic strzelił pierwszą bramkę. Od tego czasu stał się podstawowym graczem swojego klubu. W sezonie 2006/2007 zagrał w 36 meczach ligowych. W 2010 roku przeszedł do Heart of Midlothian. 17 czerwca 2013 roku przeszedł do Kilmarnock

## Kariera reprezentacyjna
W 2007 roku Barr zagrał w jednym meczu reprezentacji Szkocji B. W kadrze seniorów zadebiutował 20 sierpnia 2008 roku w meczu z Irlandią Północną.